# Auguste Gaillard (homme politique)
Pour les articles homonymes, voir Gaillard.
Auguste Gaillard est un homme politique français né le 19 juin 1836 à Lyon (Rhône).
Propriétaire terrien, il est élu député de l'Isère en 1888, lors d'une élection partielle. Il siège au groupe de la Gauche radicale. Il ne se représente pas en 1889.